# アルビオリックス (衛星)
アルビオリックス (Saturn XXVI Albiorix) は、土星の第26衛星である。ガリア群に属するものの中では最も大きな衛星で、順行するが軌道離心率の比較的大きな不規則衛星である。
2000年11月9日にマシュー・J・ホルマン (Matthew J. Holman) らの研究チームにより発見された。観測には、アリゾナ州ホプキンス山にあるフレッド・ローレンス・ホイップル天文台の 1.2 メートル望遠鏡が用いられた。発見は同年12月19日に国際天文学連合のサーキュラーおよび小惑星センターのサーキュラーで公表され、S/2000 S 11 という仮符号が与えられた。その後2003年8月8日に、ケルト神話の神アルビオリックスに因んで命名され、Saturn XXVI という確定番号が与えられた。
アルビオリックスは土星からおよそ1600万kmの距離を公転しており、アルベドを0.06と仮定すると直径は 32 km と推定される。土星探査機カッシーニによって自転周期が測定されており、13時間19分と判明している。
2001年と2002年に北欧光学望遠鏡を用いてアルビオリックスの観測が行われ、色指数が B-V=0.89、V-R=0.50、V-I=0.91 と判明している。ガリア群の他の衛星と軌道要素は物理的特徴が類似しているため、これらの衛星は共通の起源を持ち、大きな天体が破壊されることで形成された可能性がある。
さらに最近の観測では表面に色の模様が存在することが確認されており、これは大きなクレーターである可能性がある。これを元にして、同じガリア群に属するエリアポとタルボスはアルビオリックスへの天体衝突によって発生した破片であるとする仮説が提唱されている。